# Gymnopaxillus
Gymnopaxillus — рід грибів родини Serpulaceae. Назва вперше опублікована 1966 року.

## Поширення та середовище існування
Види зустрічаються в помірній Південній Америці та Австралії.

## Класифікація
Згідно з базою MycoBank та «Dictionary of the Fungi» до роду Gymnopaxillus відносять 4 офіційно визнані види:
- Gymnopaxillus crubensis
- Gymnopaxillus morchelliformis
- Gymnopaxillus nudus
- Gymnopaxillus vestitus